# Zagreb
Zagreb (uttal: [zǎːɡreb], före år 1918 internationellt och på svenska främst känt under sitt tyska namn Agram) är huvudstad och största stad i Kroatien.  Staden är belägen mellan berget Medvednicas sluttningar och floden Sava i den västra delen av det Pannoniska bäckenet. Vid den senaste folkräkningen år 2011 uppgick stadens invånarantal till 790 017 invånare varav 688 163 invånare bodde i tätorten.  
Den kroatiska huvudstaden är landets politiska, ekonomiska, kulturella och vetenskapliga centrum samt en viktig trafikknutpunkt för Kroatien och regionen i övrigt. Zagreb är en industristad med tillverkning främst inom den mekaniska sektorn samt ett betydande utbildningscentrum i landet. Staden hyser bland annat ett av sydöstra Europas största och äldsta universitet (Zagrebs universitet) som grundades år 1669.

## Etymologi
Namnet 'Zagrebs' etymologiska ursprung är oklart. Namnformen 'Zagrab' omnämns för första gången i ett dokument utfärdat år 1134 av Esztergoms ärkebiskop Felicián. I dokumentet omnämns Zagrebs stift (egentligen 'Zagrabs stift') med sitt latinska namn Zagrabiensem episcopatum. Den moderna kroatiska namnformen Zagreb uppträdde för första gången i skrift på en karta från år 1689 utfärdad av den franske kartografen Nicolas Sanson. Från dess grundande år 1094 användes namnet Zagrab/Zagreb som benämning för stiftet och från 1600-talet i allt större uträckning för bosättningarna som ingick i stiftet. I politisk, juridisk och administrativ mening skapades staden Zagreb år 1850 genom förening av de två bosättningarna Gradec och Kaptol och från år 1852 blev namnet Zagreb den officiella benämningen för staden.
Då stadsnamnets etymologiska ursprung inte är klarlagt finns det olika förklaringsmodeller, hypoteser och legender om dess uppkomst. En folketymologisk förklaring är att namnet härstammar från den lokaldialektala termen "za breg" (bakom kullen). Enligt denna förklaringsmodell skulle kullen åsyfta Savas flodbank som tros ha legat närmare staden förr. En annan folketymologisk förklaring till namnet är att det skulle härstamma från termen "za grabom" (bakom vallgraven) då staden tidigt var befäst. 

### Legender
Det kroatiska verbet "zagrabiti" (att ösa) ligger till grund för flera liknande legender om hur staden fick sitt namn. En variant  beskriver en kroatisk ban som leder sina törstiga soldater genom ett övergivet område. I frustration över att vattnet är slut slår han sin sabel i marken varpå vatten tränger upp. Han beordrar därefter manskapet "att ösa" upp vattnet. En liknande legend gör gällande att en utmattad kroatisk ban som precis kommit hem från en fältslag ber en ung flicka vid namn Manda "att ösa" upp vatten till honom ur en källa. Enligt denna legend är det så fontänen Manduševac (den dåtida källan enligt legenden) vid Ban Jelačićs torg har fått sitt namn. Staden fick heta Zagreb efter verbet "zagrabiti" då flickan fick ösa upp vatten till banen.    

### Zagreb på andra språk
Då Zagreb var en provinshuvudstad i Österrike-Ungern var staden utanför Kroatien främst känd under sitt tyska namn Agram. Denna namnform förekommer även i äldre svensk litteratur.  I den moderna tyskan används idag Zagreb. Det ungerska namnet, då som nu, är Zágráb. Det latinska namnet för staden är Zagrabia medan det italienska är Zagabria. 

### Smeknamn och slogan
Zagreb har flera smeknamn och slogans som används inte minst i marknadsföringsskäl. Bland de vanligaste hör "Beč u malom" (Wien i det lilla) och "Mali Beč" (Lilla Wien). Dessa och liknade varianter som alla anspelar på Wien används i regel även av utländska turistagenter för att locka turister till staden. I Kroatien och inte minst av lokalinvånarna kallas staden stundom "Beli Zagreb grad" (Vita Zagreb stad på den lokala kajkaviska dialekten) eller "Beli Zagreb" (Vita Zagreb) som anspelar på en svunnen tid då byggnaderna i det lilla och provinsiella Zagreb enligt den lokala byggnadstraditionen var vitkalkade och rena.

## Historia

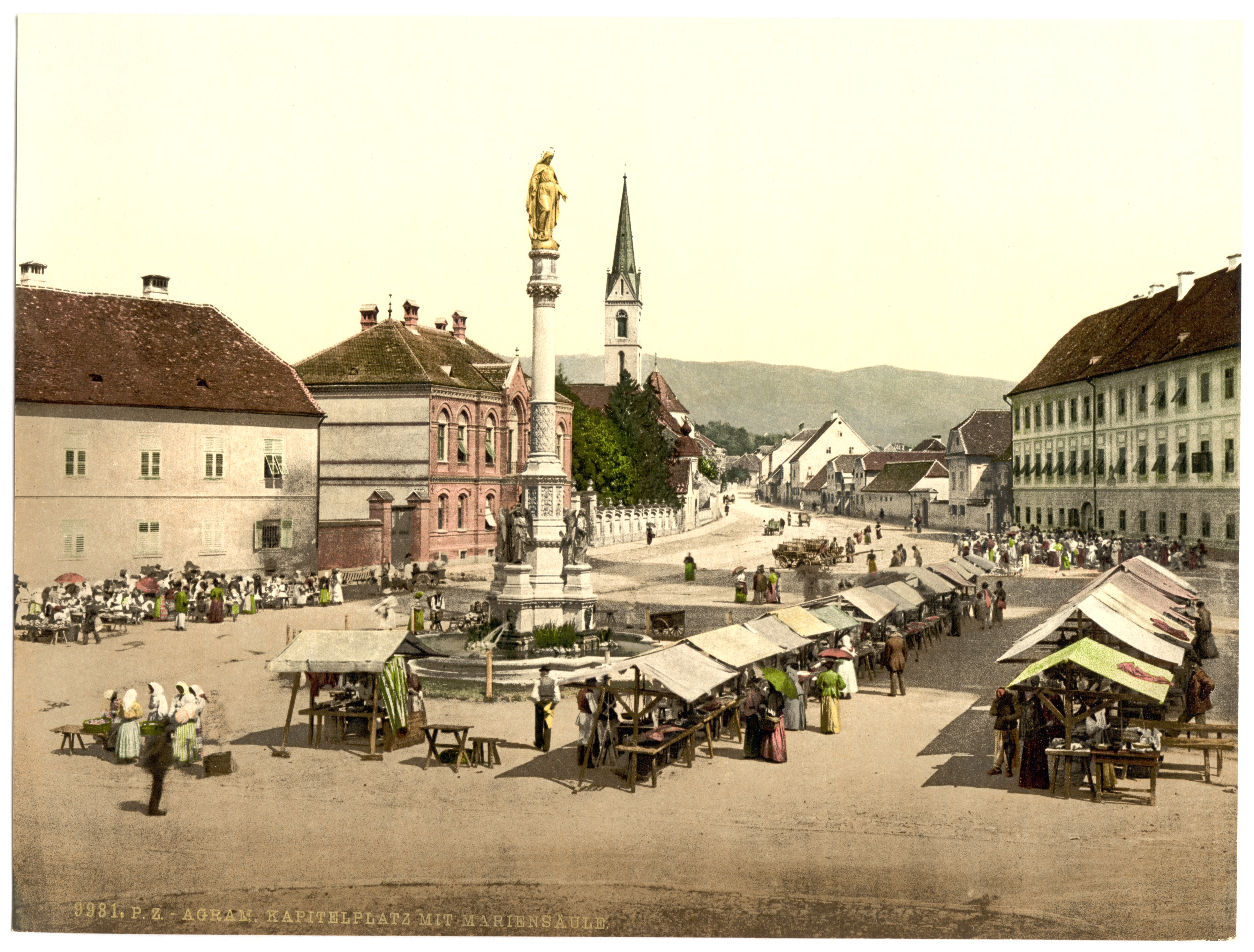
Tryck från sekelskiftet 1800/1900 föreställande marknaden vid Kaptols torg vid Zagrebs katedral.

Zagreb har en lång och rik historia. Arkeologiska fyndigheter visar att området där Zagreb ligger var befolkat mycket tidigt. Redan för 50 000–80 000 år sedan levde det förhistoriska människor på Medvednicas sluttningar. Utgrävningar visar att staden ligger alldeles i närheten av den tidigare romerska bosättningen Andautonia från nollhundratalet.
Det moderna Zagreb har dock sitt ursprung i de två separata bosättningarna Kaptol och Gradec som under frankisk överhöghet växte upp intill varandra på varsin höjd separerade av ån Medveščak i slutet av det första århundradet. Sedan den kroatiske kungen Stjepan II år 1089 avlidit trängde ungerska styrkor år 1091 in i Kroatien från nordöst och de båda bosättningarna kom då under ungerskt inflytande. Under det ungerska styret blev Kaptol biskopssäte och centrum för kyrkans makt. Bosättningen fick en övervägande klerikal befolkning medan Gradec till stora delar befolkades av hantverkare, köpmän och bönder. År 1242 utfärdade den ungersk-kroatiske kungen Béla IV en gyllene bulla som utsåg staden Gradec till kunglig fristad. Den nya statusen gav invånarna ekonomiska och administrativa förmåner. Samma år skadades Gradec och Kaptol svårt av mongoliska räder. Nästkommande århundraden präglades av konflikter och rivalitet mellan de båda bosättningarna som båda var befästa med höga murar, torn och stadsportar.
I samband med parlamentet i Cetin år 1527 inlemmades Kroatien och Zagreb i det habsburgska riket. Det var under habsburgarnas överhöghet som Zagrebs status som kroaternas ekonomiska, kulturella och politiska centrum befästes. Under 1500-talet blev Gradec säte för den kroatiska lantadagen och banen och det var här som den kroatiska adeln fattade viktiga beslut rörande administrationen av den habsburgska provinsen Kroatien. I samband med de muslimska osmanerna framryckning i sydöstra Europa blev Zagreb ett viktigt bålverk i den södra delen av riket. Den drygt 400 år långa alliansen med habsburgarna innebar att staden aldrig intogs av osmanerna. Det i sin tur innebär att Zagreb har bibehållit många äldre byggnader och konstruktioner som raserades av osmanerna annorstädes.

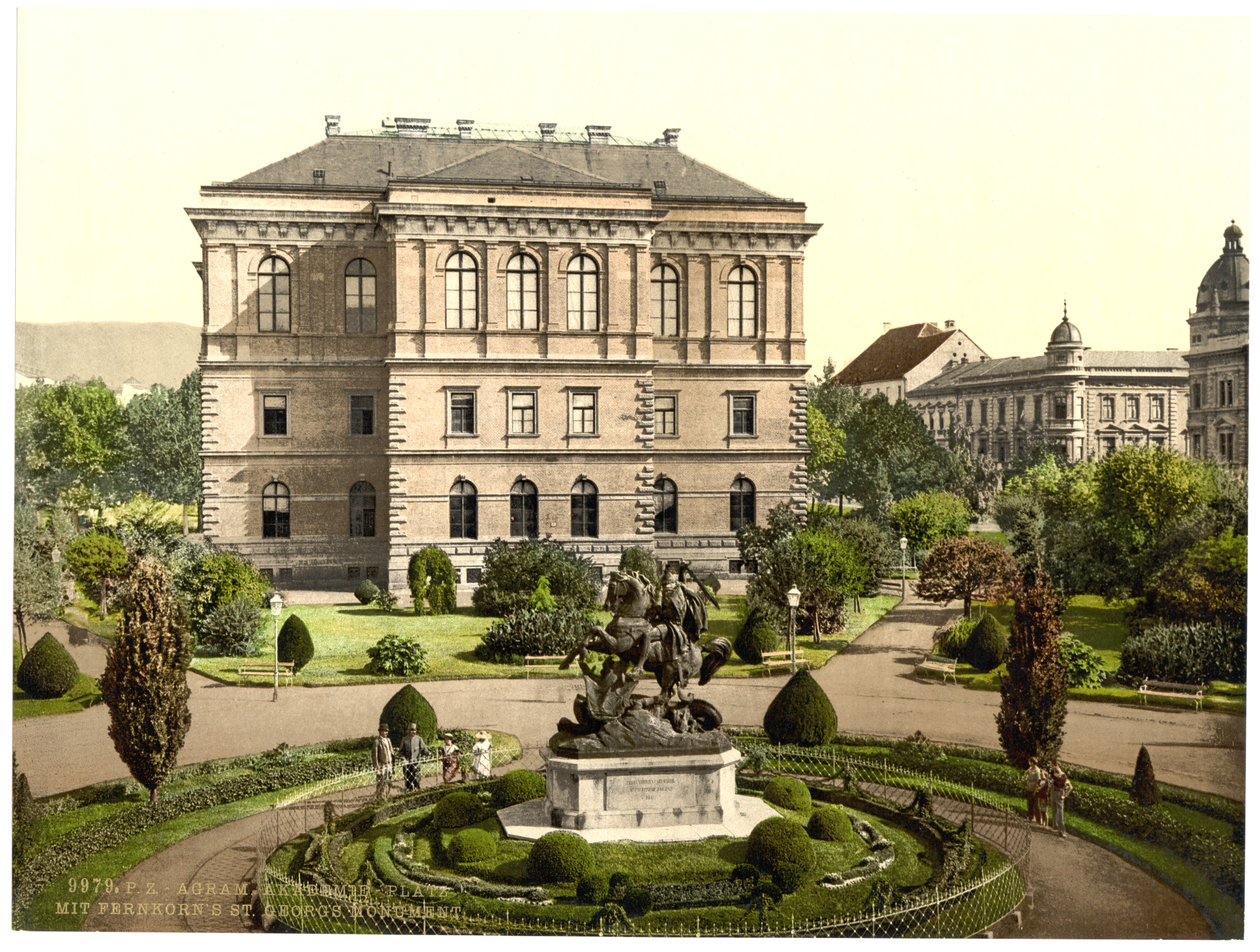
Tryck från sekelskiftet 1800/1900 föreställande Akademipalatset.

Under den gryende nationalromantiken på 1800-talet blev Zagreb centrum för den illyriska rörelsen. Under ledning av ban Josip Jelačić förenades Gradec och Kaptol år 1850 i en administrativ enhet. Samma år utsågs Janko Kamauf till den förste borgmästaren av det förenade Zagreb. 
Efter Österrike-Ungerns upplösning år 1918 blev Zagreb huvudstad i den kortlivade Slovenernas, kroaternas och serbernas stat som omfattade områden i den upplösta monarkin som haft en övervägande sydslavisk befolkning. Den nyutropade staten vann inte internationellt erkännande och knappt två månader efter sin tillkomst förenades den med Kungariket Serbien och bildade Serbernas, kroaternas och slovenernas kungarike (från år 1929 kallat Jugoslavien). 
Under andra världskriget ockuperades Jugoslavien av Nazityskland och år 1941 utropades den med Nazityskland allierade Oberoende staten Kroatien med Zagreb som huvudstad. Under kriget flygbombades staden av de allierade med stora materiella skador som följd. Efter andra världskriget slut år 1945 införlivades Zagreb åter i Jugoslavien och utvecklades därefter till ett av landets främsta centrum rörande bland annat industri, kultur, utbildning, stora evenemang med mera. Zagreb var befolkningsmässigt Jugoslaviens näst största stad. 
I samband med kommunismens sammanbrott i Öst- och Centraleuropa krävde allt fler jugoslaviska delrepubliker demokrati och självständighet. Som ett resultat av folkomröstningen om självständighet år 1991 förklarade sig den kroatiska delrepubliken samma år självständigt och lämnade den sydslaviska federationen. Zagreb blev det självständiga Kroatiens huvudstad.

## Geografi och klimat

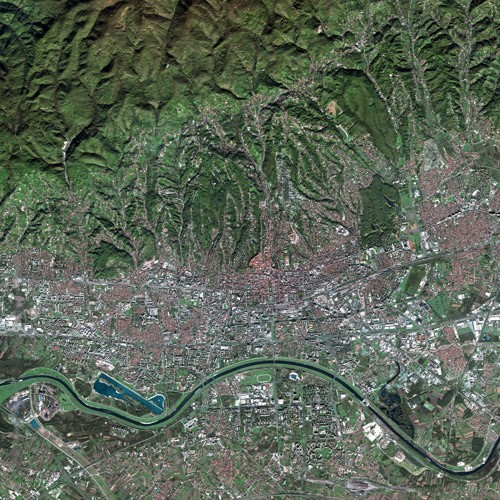
Satellitbild över Zagreb från år 2006.

Zagreb är beläget 122 meter över havet i norra Kroatien och ligger på den geografiska positionen 45°49′ latitud och 15°59′ longitud. Strax norr om staden dominerar berget Medvednica vars högsta topp Sljeme når en höjd på 1 033 meter över havet. I söder och sydöst breder staden ut sig över ett bördigt slättlandskap där floden Sava utgör gränsen mellan den äldre stadsbebyggelsen i norr och höghusområdena i Novi Zagreb (Nya Zagreb) söder om floden. I sydöst förbyts landskapet av åkermark innan naturskyddsområdet Lonjsko polje (Lonjafältet) tar vid. I nordväst domineras landskapsbilden av Žumberak-bergets böljande kullar.
Zagreb ligger i den tempererade zonen. Enligt Köppens klimatklassifikation har Zagreb kustklimat (Cfb) och ligger på gränsen till den klimatklassifikation som betecknas som fuktigt kontinentalt klimat. Klimatet karaktäriseras av fyra distinkta årstider och den genomsnittliga årliga medeltemperaturen uppgår till 11 °C. Vårarna är vanligtvis milda och behagliga men karaktäriseras även av frekventa väderomslag. Vårmånaderna är vanligtvis blåsigare än andra månader. I slutet av maj börjar temperaturerna att stiga vilket brukar åtföljas av enstaka åskväder. Somrarna är varma och kortlivade värmeböljor är inte ovanliga. Under sommarmånaderna överstiger temperaturen 30 °C i genomsnitt 14,6 dagar. Somrarna är nederbördsrika och den genomsnittliga medeltemperaturen uppgår till 22 °C. Statistiskt sett är juni och augusti de två regnigaste månaderna under året medan februari är den mest nederbördsfattigaste månaden. Den tidiga hösten är vanligtvis mild med en gradvis ökning av regndagar samt fallande temperaturer mot slutet av årstiden. Under perioden oktober–januari är det vanligt med morgondimma i de norra stadsdelarna som ligger vid berget Medvednicas sluttningar medan de södra stadsdelarna vid floden Sava inte sällan har dimma som dröjer sig kvar under större delen av dagen. Vintrarna är kalla och det är inte ovanligt med snöfall. På vintern faller det snö i genomsnitt 29 dagar. De första snöfallen kommer vanligtvis i början av november. Januari är den kallaste månaden under året och under månaderna december–februari uppgår den genomsnittliga medeltemperaturen till 1 °C.          
Klimattabell som visar normala temperaturer och nederbörd i Zagreb:
|                                            | Jan  | Feb  | Mar  | Apr  | Maj  | Jun  | Jul  | Aug  | Sep  | Okt  | Nov  | Dec  |
| ------------------------------------------ | ---- | ---- | ---- | ---- | ---- | ---- | ---- | ---- | ---- | ---- | ---- | ---- |
| Normaldygnets maximitemperaturs medelvärde | 3,1  | 6,1  | 11,3 | 16,4 | 21,3 | 24,6 | 26,7 | 26,2 | 22,3 | 16,2 | 9,3  | 4,4  |
| Normaldygnets minimitemperaturs medelvärde | −4   | −2,5 | 0,9  | 4,9  | 9,2  | 12,7 | 14,2 | 13,7 | 10,4 | 5,8  | 1,8  | −1,9 |
|                                            |      |      |      |      |      |      |      |      |      |      |      |      |
| Nederbörd                                  | 48,6 | 41,9 | 51,6 | 61,5 | 78,8 | 99,3 | 81   | 90,5 | 82,7 | 71,6 | 84,8 | 63,8 |

| Diagram | temperaturer i °C • månadsnederbörd i mm • Källa: Worldweather.org | temperaturer i °C • månadsnederbörd i mm • Källa: Worldweather.org | temperaturer i °C • månadsnederbörd i mm • Källa: Worldweather.org | temperaturer i °C • månadsnederbörd i mm • Källa: Worldweather.org | temperaturer i °C • månadsnederbörd i mm • Källa: Worldweather.org | temperaturer i °C • månadsnederbörd i mm • Källa: Worldweather.org | temperaturer i °C • månadsnederbörd i mm • Källa: Worldweather.org | temperaturer i °C • månadsnederbörd i mm • Källa: Worldweather.org | temperaturer i °C • månadsnederbörd i mm • Källa: Worldweather.org | temperaturer i °C • månadsnederbörd i mm • Källa: Worldweather.org | temperaturer i °C • månadsnederbörd i mm • Källa: Worldweather.org | temperaturer i °C • månadsnederbörd i mm • Källa: Worldweather.org |
|         | 49 3 -4                                                            | 42 6 -3                                                            | 52 11 1                                                            | 62 16 5                                                            | 79 21 9                                                            | 99 25 13                                                           | 81 27 14                                                           | 91 26 14                                                           | 83 22 10                                                           | 72 16 6                                                            | 85 9 2                                                             | 64 4 -2                                                            |

## Politik och administration
Zagreb, i administrativa sammanhang benämnt Zagrebs stad (Grad Zagreb), är en separat administrativ enhet och har samma status som ett län i Kroatien.

### Administrativ indelning
Sedan den 14 december 1999 är staden formellt indelad i 17 stadsdelar (gradske četvrti). 11 av stadsdelarna ligger helt inom centralortens urbana gränser medan 4 stadsdelar (Novi Zagreb–istok, Novi Zagreb–zapad, Peščenica-Žitnjak och Gornja Dubrava) delvis ligger inom centralorten Zagrebs gränser men även omfattar perifera bosättningar och samhällen. 2 av stadsdelarna (Sesvete och Brezovica) som till ytan är de största stadsdelarna består till största del av förorter. Bara mindre områden av dessa stadsdelar ingår i den urbaniserade centralorten Zagreb.
Stadsdelarna är politisk mening indelade i lokalnämnder (mjesni odbori). Dessa styrs och representeras av Stadsdelsrådet (Gradsko vijeće) som består av 11–19 medlemmar beroende på stadsdelens invånarantal.

#### Stadsdelar
| Karta som visar Zagrebs stadsdelar | Nr  | Stadsdel              | Yta (km²) | Invånare (2011) | Befolkningstäthet (inv./km²) |
| Karta som visar Zagrebs stadsdelar | 1.  | Donji grad            | 3,01      | 37 024          | 12 300,3                     |
| Karta som visar Zagrebs stadsdelar | 2.  | Gornji grad-Medveščak | 10,19     | 30 962          | 3 038,4                      |
| Karta som visar Zagrebs stadsdelar | 3.  | Trnje                 | 7,36      | 42 282          | 5 744,0                      |
| Karta som visar Zagrebs stadsdelar | 4.  | Maksimir              | 14,97     | 48 902          | 3 266,6                      |
| Karta som visar Zagrebs stadsdelar | 5.  | Peščenica-Žitnjak     | 35,29     | 56 487          | 1 600,6                      |
| Karta som visar Zagrebs stadsdelar | 6.  | Novi Zagreb-istok     | 16,54     | 59 055          | 3 570,4                      |
| Karta som visar Zagrebs stadsdelar | 7.  | Novi Zagreb-zapad     | 62,63     | 58 103          | 927,71                       |
| Karta som visar Zagrebs stadsdelar | 8.  | Trešnjevka-sjever     | 5,80      | 55 425          | 9 556,0                      |
| Karta som visar Zagrebs stadsdelar | 9.  | Trešnjevka-jug        | 9,83      | 66 674          | 6 782,7                      |
| Karta som visar Zagrebs stadsdelar | 10. | Črnomerec             | 24,23     | 38 546          | 1 590,8                      |
| Karta som visar Zagrebs stadsdelar | 11. | Gornja Dubrava        | 40,26     | 61 841          | 1 536,0                      |
| Karta som visar Zagrebs stadsdelar | 12. | Donja Dubrava         | 10,80     | 36 363          | 3 366,9                      |
| Karta som visar Zagrebs stadsdelar | 13. | Stenjevec             | 12,18     | 51 390          | 4 219,2                      |
| Karta som visar Zagrebs stadsdelar | 14. | Podsused-Vrapče       | 36,16     | 45 759          | 1 265,4                      |
| Karta som visar Zagrebs stadsdelar | 15. | Podsljeme             | 59,42     | 19 165          | 322,53                       |
| Karta som visar Zagrebs stadsdelar | 16. | Sesvete               | 165,24    | 70 009          | 423,6                        |
| Karta som visar Zagrebs stadsdelar | 17. | Brezovica             | 127,32    | 12 030          | 94,4                         |
| Karta som visar Zagrebs stadsdelar |     | Totalt                | 641,23    | 790 017         | 1 232,0                      |

#### Zagreb storstadsområde
Zagreb är huvudort i Zagrebs stadsagglomeration – ett storstadsområde bestående av den kroatiska huvudstaden och mindre orter och kommuner i stadens närhet som ur geografisk, kulturell, ekonomisk och politisk synpunkt graviterar mot Zagreb. Storstadsområdet har en yta på 2 911,3 kvadratmeter och 1 086 528 invånare. Drygt en fjärdedel av landets befolkning bor i Zagrebs storstadsområde vilket gör det till landets viktigaste urbana område. Förutom Zagreb ingår 11 kransstäder och 19 kranskommuner i Zagrebs stadsagglomeration. Dessa är städerna Donja Stubica, Dugo Selo, Jastrebarsko, Oroslavje, Samobor, Sveta Nedelja, Sveti Ivan Zelina, Velika Gorica, Zabok och Zaprešić samt kommunerna Bistra, Brckovljani, Brdovec, Dubravica, Gornja Stubica, Jakovlje, Klinča Sela, Kravarsko, Luka, Marija Bistrica, Marija Gorica, Orle, Pisarovina, Pokupsko, Pušća, Rugvica, Stubičke Toplice, Stupnik och Veliko Trgovišće.

### Politisk ledning

#### Zagrebs stadsfullmäktige
Zagrebs stadsfullmäktige (Gradska skupština Grada Zagreba) består av 51 medlemmar och är stadens högsta beslutande organ. Medlemmarna av stadsfullmäktige väljs i direkta val och mandatperioden löper över fyra år. Sedan år 2009 väljs även borgmästaren i direkta val. Tidigare utsågs borgmästaren av stadsfullmäktige. Stadsfullmäktige sammanträder i Gamla stadshuset.
Stadsledningen utgör tillsammans med borgmästaren stadens verkställande makt och består av 11 medlemmar. Dessa utses på förslag av borgmästaren och väljs av stadsfullmäktige genom enkel majoritet. Borgmästaren är stadsledningens chef. Stadsförvaltningen består av 12 stadskontor, 3 stadsbyråer och 3 stadsservicekontor som ansvarar inför borgmästaren och stadsstyrelsen. 
Lokalförvaltningen är organiserad i 17 stadsdelar som representeras av lokalnämnderna vars medlemmar väljs i direkta val.    

#### Mandatfördelningen i stadsfullmäktige

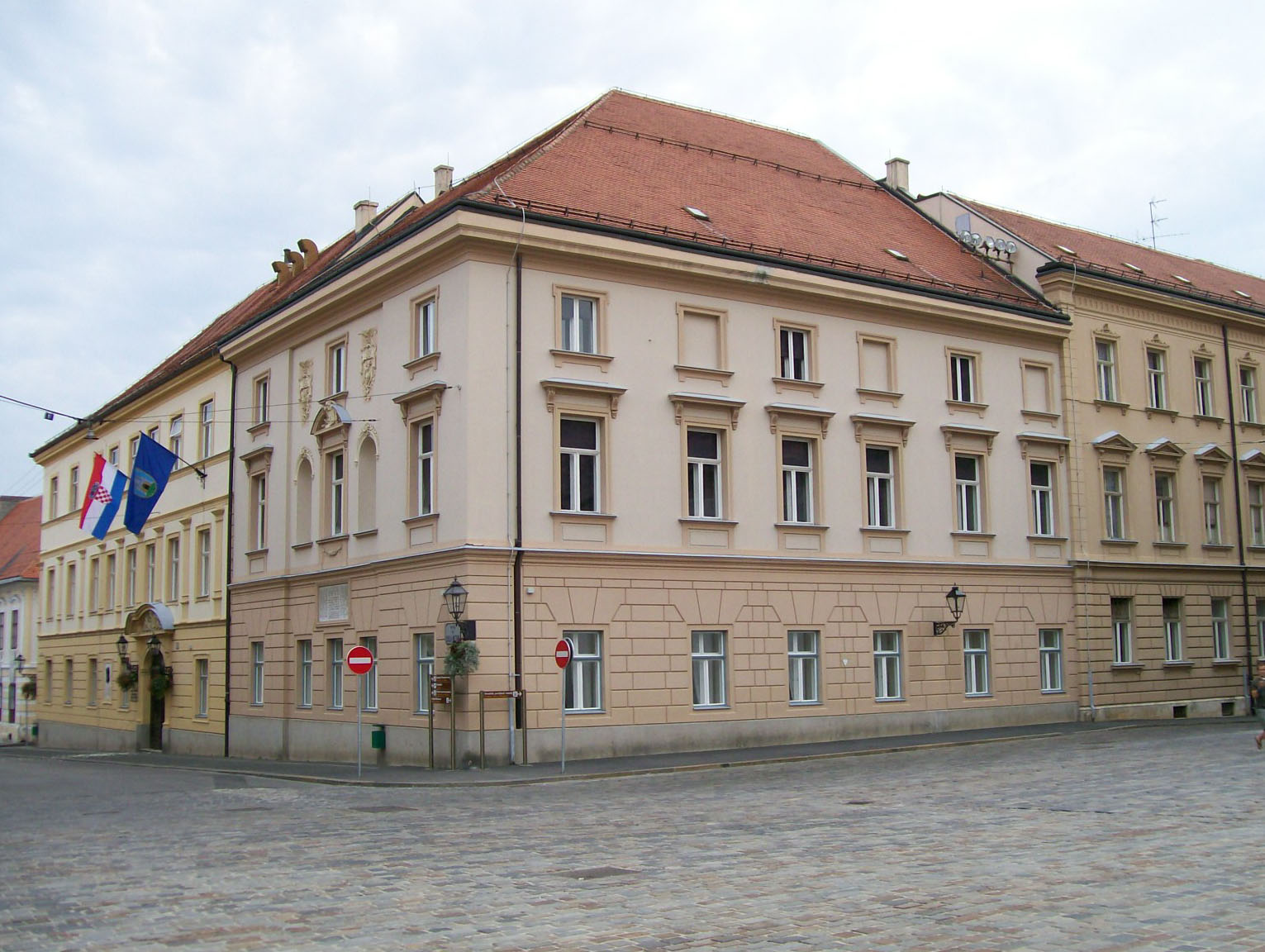
Gamla stadshuset år 2008 – den historiska byggnaden i Övre staden där Zagrebs stadsfullmäktige sammanträder.

|                                 | BM 365                          | 7 |  |  |  |  |  |  |  |  |  |
|                                 | HDZ                             | 7 |  |  |  |  |  |  |  |  |  |
|                                 | SDP                             | 6 |  |  |  |  |  |  |  |  |  |
|                                 | EH-NHR                          | 5 |  |  |  |  |  |  |  |  |  |
|                                 | HSLS                            | 3 |  |  |  |  |  |  |  |  |  |
|                                 | GLAS                            | 2 |  |  |  |  |  |  |  |  |  |
|                                 | Sandra Švaljeks oberoende lista | 2 |  |  |  |  |  |  |  |  |  |
|                                 | HSU                             | 1 |  |  |  |  |  |  |  |  |  |
|                                 | HNS                             | 1 |  |  |  |  |  |  |  |  |  |
|                                 | HSS                             | 1 |  |  |  |  |  |  |  |  |  |
|                                 | NH-PS                           | 1 |  |  |  |  |  |  |  |  |  |
|                                 | NS-R                            | 1 |  |  |  |  |  |  |  |  |  |
|                                 | NL                              | 1 |  |  |  |  |  |  |  |  |  |
|                                 | RF                              | 1 |  |  |  |  |  |  |  |  |  |
|                                 | ZG                              | 1 |  |  |  |  |  |  |  |  |  |
|                                 | ZN                              | 1 |  |  |  |  |  |  |  |  |  |
|                                 | ZL                              | 1 |  |  |  |  |  |  |  |  |  |
|                                 | Partilösa/oberoende             | 9 |  |  |  |  |  |  |  |  |  |
| Källa: Zagrebs stadsfullmäktige |                                 |   |  |  |  |  |  |  |  |  |  |

## Ekonomi och infrastruktur

### Näringsliv

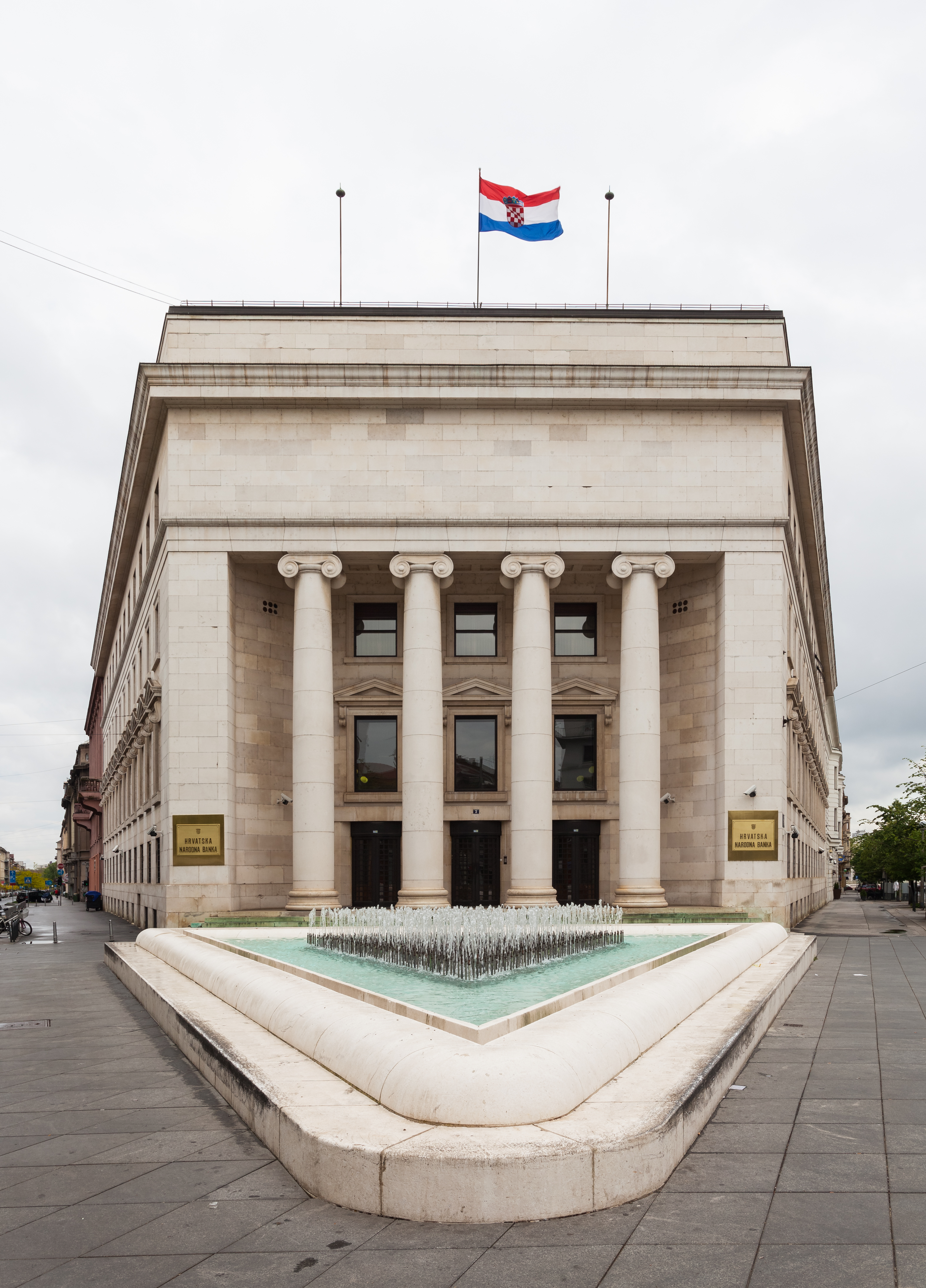
Kroatiska nationalbanken vid Kroatiska storheternas torg år 2014.

Zagreb är Kroatiens ekonomiska och finansiella centrum. I staden ligger bland annat Kroatiska nationalbanken och Zagrebbörsen. I Zagreb har de flesta inhemska och utländska företagen sina huvudkontor. De mest utvecklade näringsgrenarna i staden är metall- elektronik-, textil-, kemi-, läkemedels- och livsmedelsindustrin. Här finns även tillverkning och förädling inom trä- och läderindustrin.
Zagrebs strategiska läge i landet och regionen gör att staden betraktas som ett nav i handeln mellan Central- och Östeuropa samt ett viktigt affärscentrum. Den finansiella aktiviteten innebär att ekonomisk statistik för huvudstaden i flera fall uppvisar bättre siffror än för landet i övrigt. I oktober 2017 uppgick den månatliga genomsnittliga nettolönen för en Zagrebinvånare till 6 954 HRK. Den genomsnittliga nettolönen för hela landet under samma period uppgick till 6 018 HRK. År 2013 uppgick stadens arbetslöshet till 10,8%, lägre en riksgenomsnittet.

#### Marknadsplatser
Dolac i stadens historiska stadskärna är Zagrebs främsta och mest centrala marknadsplats med försäljning av bland annat kött, fisk, kryddor och souvenirer. Vid Blommornas torg förekommer främst blomsterförsäljning och vid Brittiska torget förekommer bland annat försäljning av antikviteter.    

#### Varuhus och köpcentrum
Zagreb har ett stort shoppingutbud. Ilica där det första moderna shoppingcentret Kastner & Öhler (idag Nama) öppnade i början av 1900-talet är stadens främsta shoppinggata. Sedan Kroatiens självständighet år 1991 har utbudet av varuhus ökat och flera shoppingcentrum har öppnats både i stadens centrala och perifera delar. Till de främsta hör City Center one, Arena Centar, Avenue Mall och West gate. Till köpcentrum av större betydelse hör även Importanne centar, Ban centar, Branimir centar och Centar Kaptol. Utbudet av lokala och internationella märken är stort och flera internationella affärskedjor finns representerade i staden. I augusti år 2014 öppnade det ditintills första Ikea-varuhuset i Kroatien (och det forna Jugoslavien) i Zagrebs sydöstra utkant.

#### Turism
Zagreb var länge en transitstad. Riktade satsningar inom turismnäringen har dock lett till att turismbranschen sedan början av 2000-talet utgör en viktig del av den lokala ekonomin. Zagreb är idag ett weekendresmål och året-runt-destination. Det ökande antalet besökare har lett till att flera nya hotell har etablerats i staden. Det legendariska Esplanade Zagreb räknas alltjämt som ett av stadens bästa hotell. År 2017 besökte 1,3 miljoner turister Zagreb. Det var en ökning med 17 procent från föregående år. År 2017 kom de flesta turisterna från USA, Tyskland, Italien och Kina. Evenemanget Advent i Zagreb har i synnerhet placerat staden på turistkartan. "European Best Destinations" utsåg evenemanget till Europas bästa julmarknad åren 2016, 2017 och 2018.

### Transporter och kommunikationer

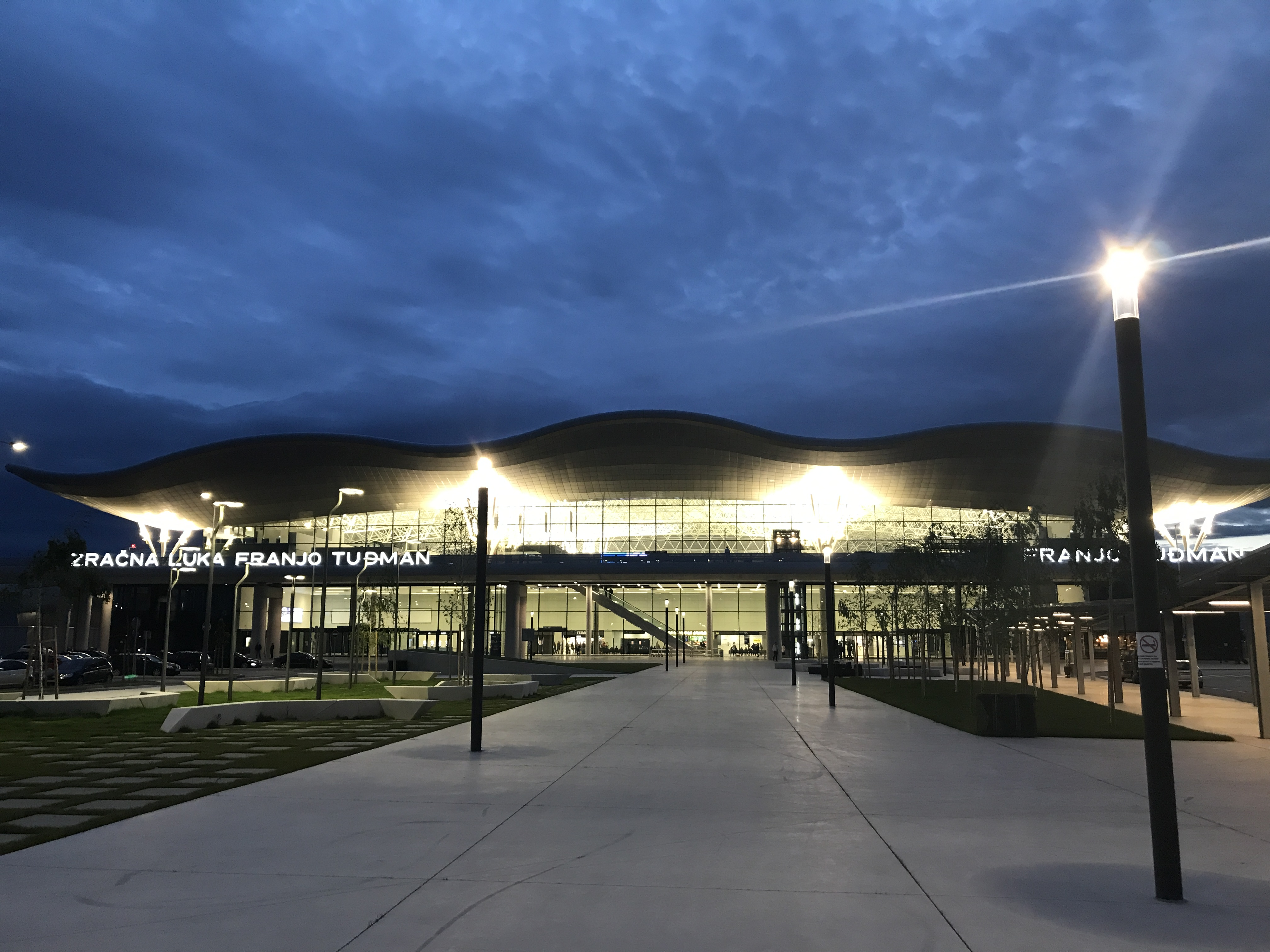
Franjo Tuđman-flygplatsens terminalbyggnad kvällstid år 2017.

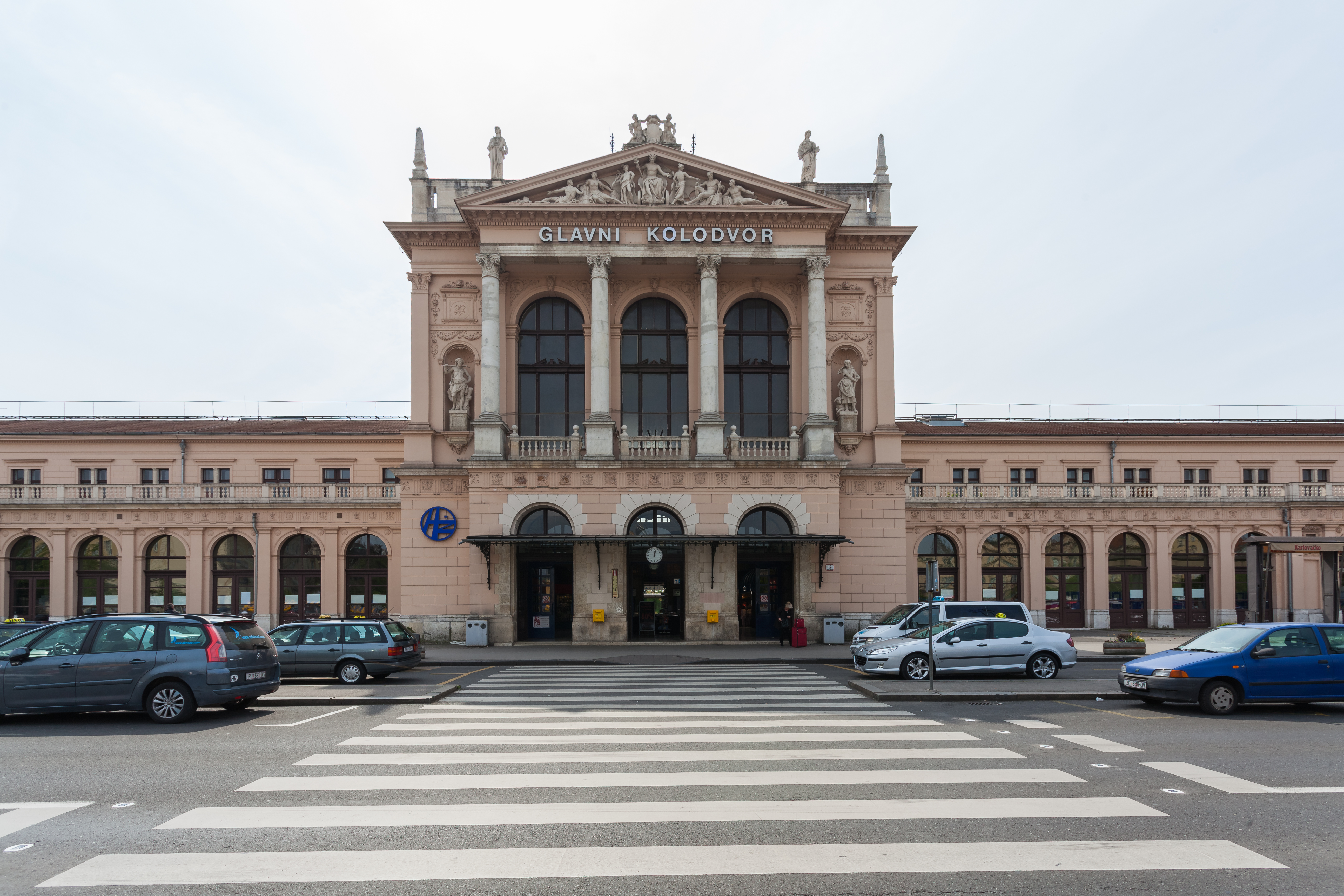
Zagrebs centralstation år 2014.

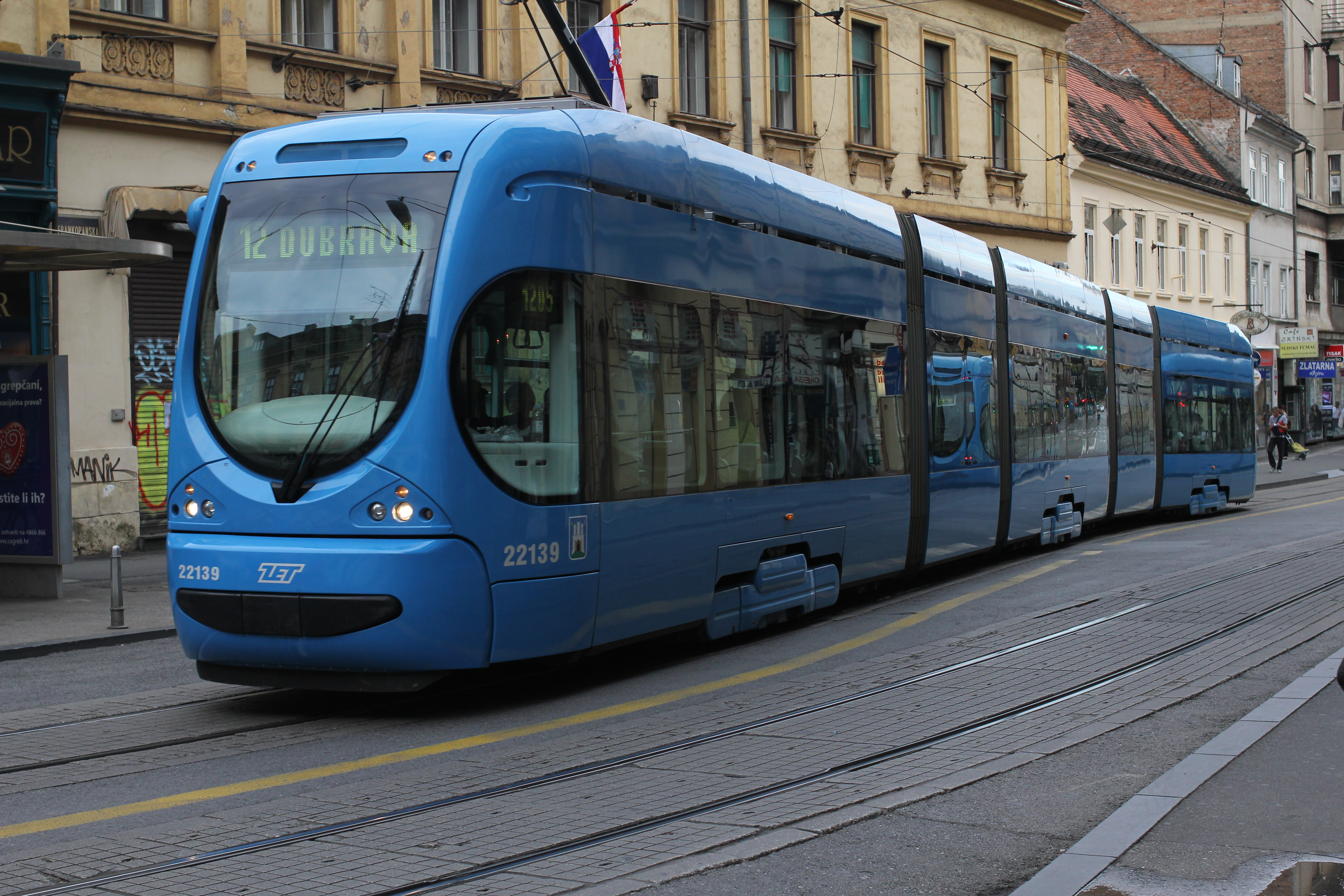
En av Zagrebs karaktärististka blå spårvagnar på Ilica år 2011.

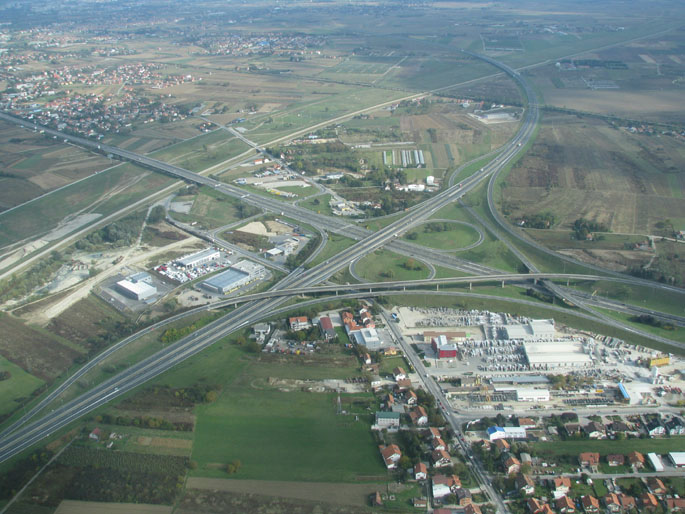
Lučkos trafikknutpunkt – den sydvästra infarten till Zagreb.

#### Bergbana
Zagrebs bergbana drivs av ZET och förbinder Övre- och Nedre staden. Den är det äldsta allmänna kommunikationsmedlet i Zagreb som fortfarande är i bruk, en turistattraktion och ett viktigt kommunikationsmedel för fotgängare som snabbt vill förflyta sig mellan den Övre- och Nedre staden.

#### Broar
Zagreb har sju broar för fordonstrafik som går över Sava. Dessa är:   
| Namn (svenska)  | Namn (kroatiska) | Invigningsår |
| --------------- | ---------------- | ------------ |
| Savabron        | Savski most      | 1938         |
| Jankomirbron    | Jankomirski most | 1958         |
| Frihetsbron     | Most slobode     | 1959         |
| Ungdomens bro   | Most mladosti    | 1974         |
| Adriatiska bron | Jadranski most   | 1981         |
| Podsusedbron    | Podsusedski most | 1982         |
| Fosterlandsbron | Domovinski most  | 2007         |

#### Busstrafik
Busstrafiken är mycket omfattande i Zagreb. Regelbundna linjer förbinder inte bara de olika stadsdelarna utan även Zagreb med övriga Kroatien. Det finns även internationella linjer mellan Zagreb och övriga Europa. Bussarna håller vanligtvis mycket god standard. Det gäller i synnerhet bussar som trafikerar internationella linjer eller som går från Zagreb till andra städer i Kroatien.

#### Flygtrafik
Franjo Tuđmans flygplats, även kallad Zagrebs flygplats eller Pleso, är internationell flygplats med in- och utrikesförbindelser. Den är Kroatiens och en av regionens mest trafikerade flygplatser. Flygplatsen är belägen drygt 20 kilometer sydöst om staden och är landets viktigaste trafikknutpunkt för person-, post- och godstransporter. Mellan flygplatsen och Zagreb finns goda kommunikationer bestående av busstrafik och taxiservice. Flygbussar trafikerar regelbundet rutten mellan flygplatsen och huvudstaden. Det nationella flygbolaget Croatia Airlines har flygplatsen som flygnav och trafikerar flera inrikes linjer från Zagreb till bland annat Split, Rijeka, Osijek och Dubrovnik. Zagreb är via flygplatsen förbunden med hela Europa och världen.

#### Järnvägstrafik
Zagreb är Kroatiens och en av regionens viktigaste järnvägsknutar där Zagrebs centralstation utgör navet. Järnvägarna är dock, till skillnad från det moderna motorvägsnätet, i behov av stor renovation. Järnvägarna når ut till Slovenien, Österrike, Ungern, Bosnien och Serbien. Som ett arv från tiden då Kroatien var en del av Österrike-Ungern är järnvägsnätet framförallt förbundet med Wien och Centraleuropa. Från Zagreb når järnvägarna till Split. Mellan Split och det sydligaste Kroatien (Dubrovnik) saknas dock järnväg. Inte heller mellan Pula och Zagreb finns det en direkt järnväg. Regeringen har dock uttryckt att framtida investeringar kommer. Vagnstandarden är god.
Zagreb västra station är stadens näst största järnvägsstation. Stationen betjänar Zagrebs pendeltåg och vissa regionaltåg.

#### Linbana
Åren 1963–2007 förband Sljeme linbana staden Zagreb med berget Medvednica. År 2019 inleddes arbetena med att återinstallera linbanan med 84 nya kabiner. Den nygamla linbanan förväntas invigas för allmänheten under år 2019.

#### Spårvägstrafik
Zagreb spårvagnsnät är utbrett och når ut till stora delar av staden, dock ej till förorterna. Stadens spårvagnstrafik spår sina anor från den 5 september 1891 då den första spårvagnslinjen öppnades för trafik. Företaget Zagrebački električni tramvaj ansvarar för spårvagnstrafiken i staden.   

#### Vägnät
Zagrebs geografiska läge har gjort staden till en viktig trafikknutpunkt som förbinder Centraleuropa med Adriatiska kusten och Balkanhalvön. Av ytterst betydelse är Zagrebs ringled som går väster, söder och öster om staden. Motorvägarna från Zagreb når ut till hela Kroatien. I nordlig och nordvästlig riktning bär A2 och A3 mot Slovenien och Österrike. I västlig riktning bär A1 mot den Adriatiska kusten och i nordöstlig riktning bär A4, A12 och A13 mot Ungern. I sydlig riktning bär A11 mot Velika Gorica och industristaden Sisak. Den sydöstra länken av A3 bär mot Serbien som i sin tur har förbindelser till södra Balkan (Bulgarien, Nordmakedonien och Grekland).

## Demografi
Zagreb är Kroatiens största stad och hade 790 017 invånare vid folkräkningen år 2011. Av dessa bodde 688 163 invånare i centralorten. Av stadens 790 017 invånare var 420 678 kvinnor och 369 339 män år 2011. Samma år hade Zagrebs storstadsområde, officiellt kallat Zagrebs stadsagglomeration, 1 086 528  invånare vilket motsvarar drygt en fjärdedel av landets befolkning.

### Befolkningsutveckling
| Zagreb befolkningsutveckling åren 1857–2011 Källa: Kroatiska statistiska centralbyrån |

### Etniska grupper
Kroaterna utgör en absolut majoritet av befolkningen (93,14 procent) i Zagreb. 54 193 invånare (6,86 procent av den totala befolkningen) tillhörde någon av de nationella minoriteterna år 2011. Stadsdelen Peščenica-Žitnjak är den stadsdel där det bor flest personer med invandrarbakgrund eller tillhörande någon av de nationella minoriteterna (13,01 procent). Totalt bodde 4 871 personer med utländskt medborgarskap (exklusive 135 statslösa och 596 personer med okänt medborgarskap) i Zagreb år 2011.
| Folkgrupp | Antal   | Procent |
| --------- | ------- | ------- |
| Kroater   | 735 824 | 93,14 % |
| Serber    | 17 526  | 2,22 %  |
| Bosniaker | 8 119   | 1,03 %  |
| Albaner   | 4 292   | 0,54 %  |
| Romer     | 2 755   | 0,35 %  |
| Slovener  | 2 132   | 0,27 %  |

### Religiösa grupper
År 2011 bekände sig 83,11 procent  av Zagrebs befolkning till den Romersk-katolska tron. De stora världsreligionerna och religiösa åskådningarna finns dock representerade i staden. Det finns bland annat en serbisk-ortodox ärkebiskop, en protestantisk biskop, en överrabbin och en muslimsk mufti.
| Religion     | Antal   | Procent |
| ------------ | ------- | ------- |
| Katoliker    | 656 571 | 83,11%  |
| Muslimer     | 18 044  | 2,28%   |
| Ortodoxa     | 15 960  | 2,02%   |
| Protestanter | 2 553   | 0,32%   |
| Judar        | 327     | 0,04%   |

### Språk och dialekter
I Zagreb talas officiellt standardkroatiska som grundar sig på štokavisk dialekt med ijekaviskt uttal. Staden är belägen i det kajkaviska dialektområdet och historiskt har kajkaviska lokalt varit den dominerande dialekten. Zagreb var under många århundraden en habsburgsk och sedermera österrikisk och österrikisk-ungersk provinshuvudstad. Staden graviterade mot och tog intryck från i synnerhet Wien och i något mindre utsträckning Budapest. De mångåriga kulturella och sociala förbindelserna med Österrike lämnade avtryck på bland annat konsten, litteraturen och arkitekturen men färgade även den lokala dialekten som har många tyska lånord och uttryck. Många framstående kroater utbildade sig i Wien och Graz och den kroatiska medelklassen och aristokratin i Zagreb var fram till 1900-talet i stor utsträckning tvåspråkig. Den kajkaviska dialekten talades parallellt med tyskan som därtill användes i skolorna, inom teatern och när handel idkades. Den lokala kajkaviska dialekten trycktes gradvis undan då allt fler människor från štokavisk-talande områden i Slavonien, Dalmatien och Bosnien och Hercegovina bosatte sig i Zagreb. Utpräglad kajkavisk dialekt talas idag främst av äldre Zagreb-bor och människor i stadens utkanter. Dialekten har dock lämnat avtryck på den talade standardkroatiskan i den kroatiska huvudstaden som ibland beskrivs som en kajkavisk-štokavisk hybrid.

## Kultur och samhälle

### Arkitektur, stadsbild och byggnadsverk (urval)

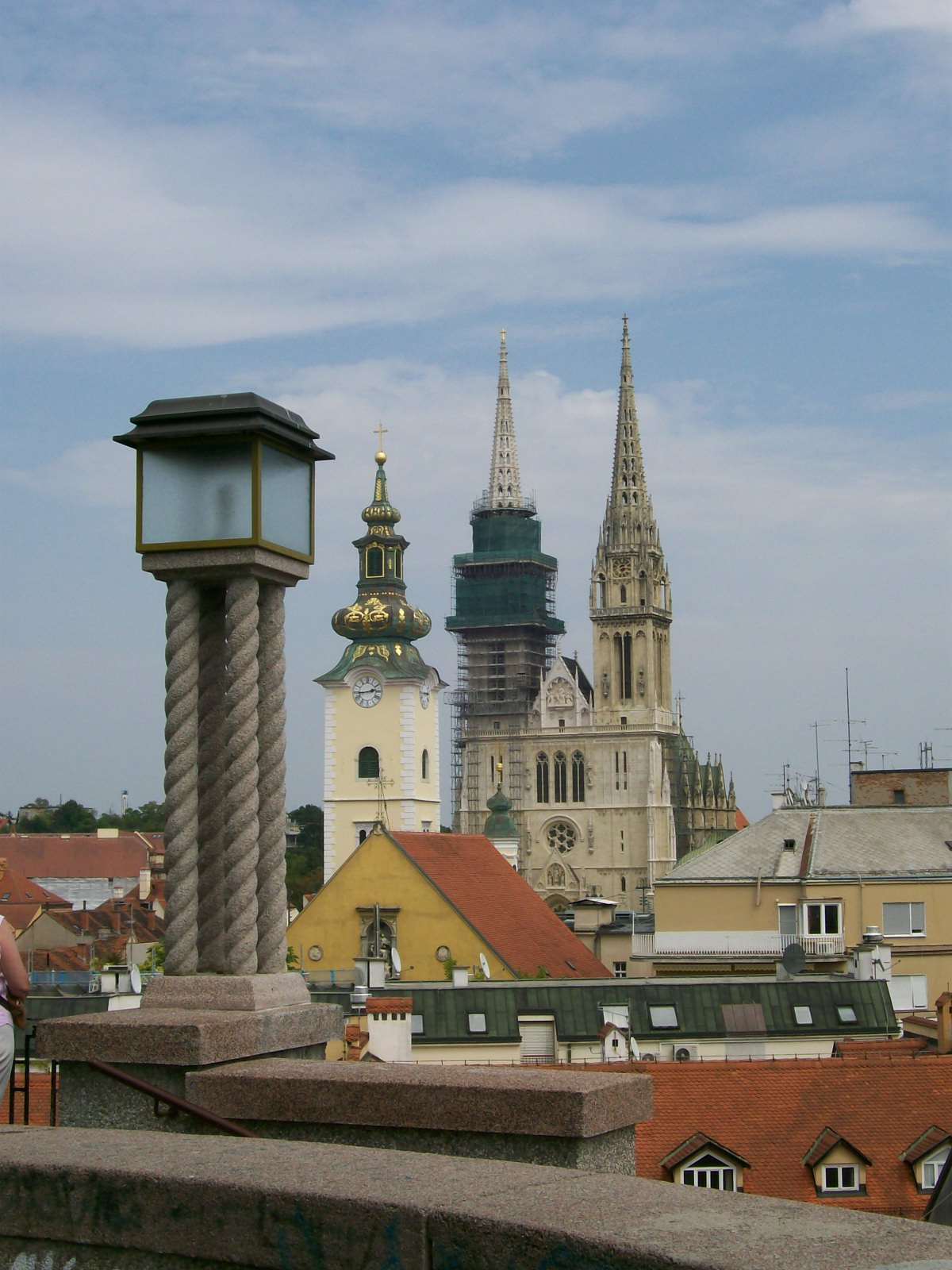
Utsikt från Gradec mot Kaptol och Zagrebs katedral 2007.

I Zagreb finns flera arkitektoniska stilar representerade. I stadens historiska kärna Övre staden som utgörs av Gradec och Kaptol finns flera för staden tongivande byggnader. I Övre staden finns en koncentration av äldre byggnader som bär stildrag från barocken till dagens dato. Här återfinns även stadens äldsta byggnadskonstruktioner i form av försvarsverk och murar. 
Medan Övre staden representerar "det gamla Zagreb" utgör den Nedre staden dess motpol. Den låglänta Nedre staden utformades till stora delar efter den stora jordbävningen år 1880. Kanske mer än någon annan satte arkitekten Hermann Bollé sin prägel på Zagreb, inte bara i Övre staden, utan även i Nedre staden där flera av byggnaderna bär stildrag från klassicismen, secessionen och modernismen. Utöver Bollé är det fler arkitekter som har varit betydelsefulla och lämnat avtryck på den kroatiska huvudstaden, däribland Franjo Klein och Viktor Kovačić. 
Stadsdelen Nya Zagreb (Novi Zagreb) uppfördes söder om floden Sava efter andra världskriget. Arkitekturen i de nya bostadsområdena präglas av den rådande tidsandan för perioden då de uppfördes och de är därför till största del utformade i socialistisk stil. 
Under 2000-talet lättade Zagrebs stadsfullmäktige på de restriktioner som tidigare gällde för uppförandet av byggnader högre än tio våningar. Den nya ordningen innebar att Zagreb för första gången fick nya höga byggnader som delvis har förändrat stadsbilden.

#### Historiska byggnader och palats

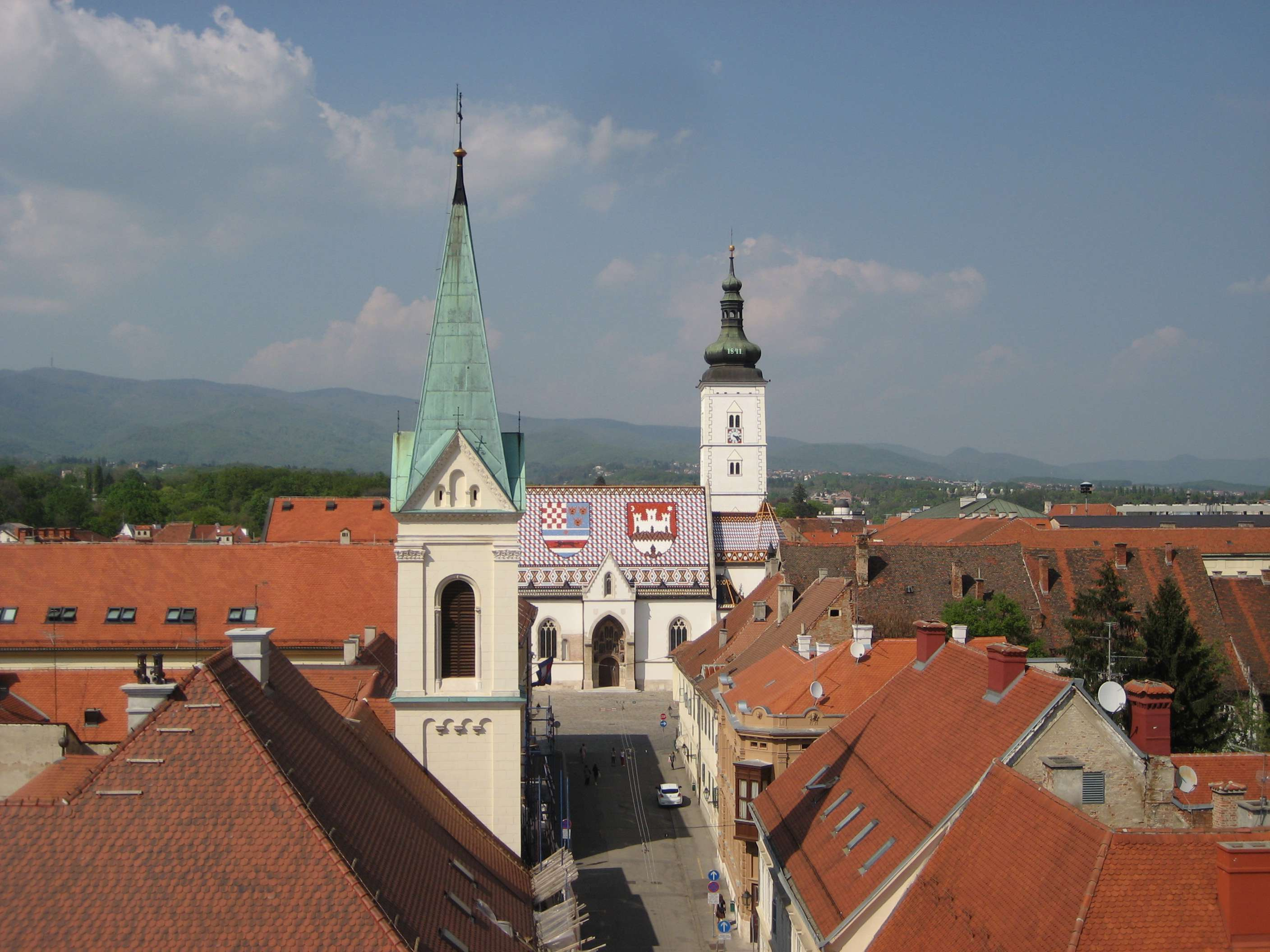
Vy från Lotrščaktornet. Till vänster Sankt Kyrillos och Methodios kyrka, till höger Sankt Markus kyrka.

- Akademipalatset – kulturmärkt palats och säte för Kroatiska vetenskaps- och konstakademien.
- Banpalatset – historisk byggnad och palats i regeringskvarteren. Byggnaden är belägen vid Sankt Markus torg i Gradec och har sedan 1800-talet hyst den verkställande makten. Ursprungligen banens officiella residens och idag säte för Kroatiens regering.
- Centralposthuset – Kroatiska postens huvudkontor uppfört i jugendstil och belägen i Nedre staden.
- Dvercepalatset – palats och representationsbyggnad i Övre staden.
- Folkets hus – kulturmärkt byggnad i Övre staden.
- Gamla stadshuset – Zagrebs stadshus och säte för stadsfullmäktige. Byggnaden är belägen regeringskvarteren i Gradec.
- Kallinahuset – Kulturmärkt bostadshus i Nedre staden och ett av de bästa exemplen på byggnader uppförda i Wiener Sezession-stil i Zagreb.
- Kaptols kurier – en serie högreståndsvillor belägna i stadsdelen Kaptol.
- Lotrščaktornet – försvarstorn med rötter från 1200-talet.
- Medvedgrad – medeltida borg på berget Medvednicas södra sluttningar.
- Parlamentspalatset – palats i regeringskvarteren och säte för Kroatiens riksdag.
- Presidentpalatset – den kroatiska presidentens officiella residens beläget i kvarteret Pantovčak.
- Prästtornet – torn från 1200-talet och tillsammans med Lotrščaktornet ett de sista resterna av Gradecs forna stadsmur och försvarssystem.
- Rudolfs kasern – kulturmärkt byggnad i nyromansk stil belägen i stadsdelen Črnomerec.
- Stenporten – stadsport från 1200-talet. Den enda kvarvarande stadsporten som tidigare ledde till det medeltida  muromgärdade Gradec.
- Vranyczanypalatset – palats i Nedre staden uppfört i historicistisk stil.

#### Gator och torg

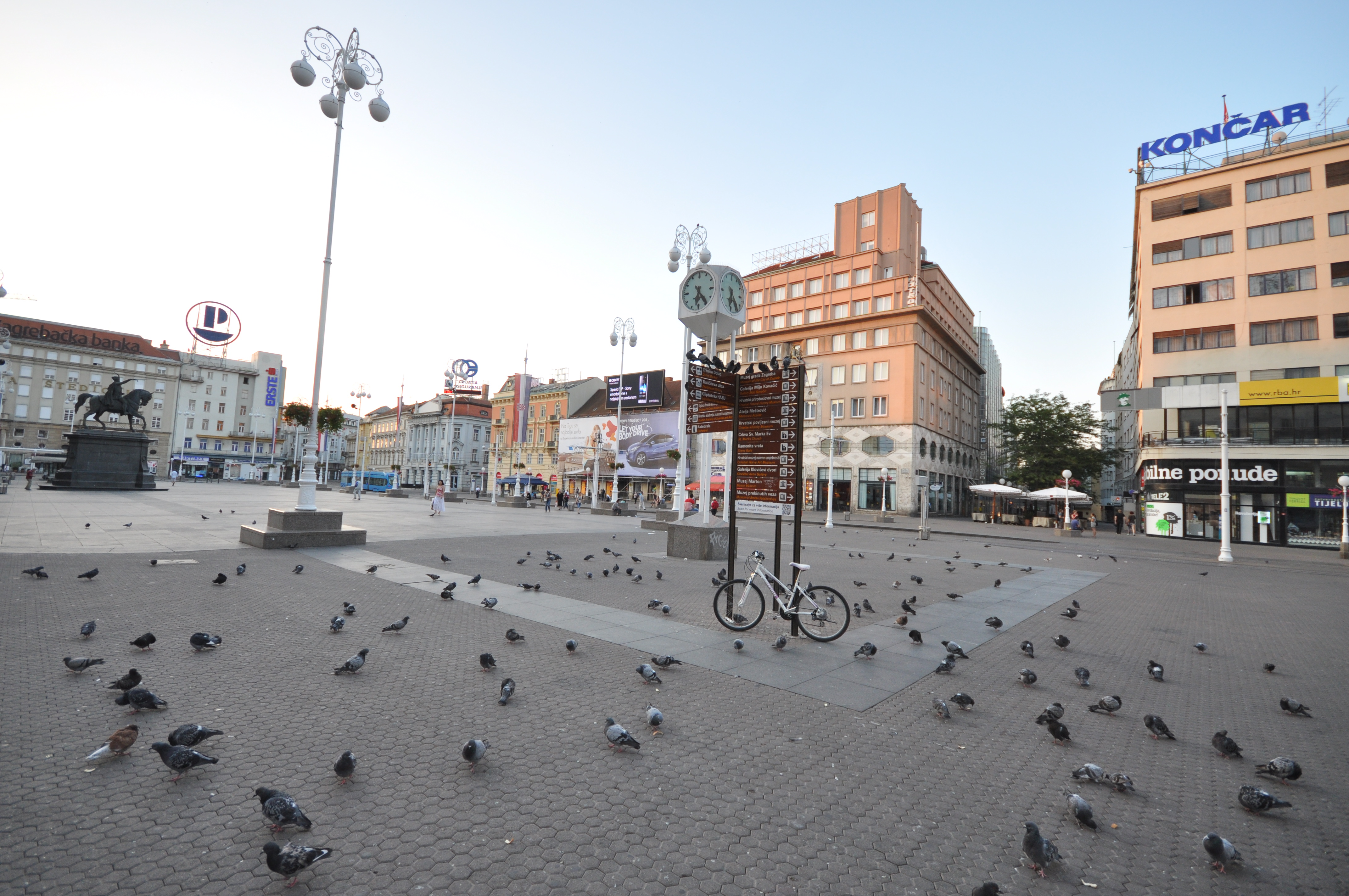
Ban Jelačićs torg, Zagrebs centrala torg.

- Ban Jelačićs torg
- Brittiska torget
- Eugen Kvaterniks torg
- Ilica
- Kroatiska storheternas torg
- Krvavi most
- Marskalk Titos torg
- Nikola Šubić Zrinskis torg
- Petar Preradovićs torg
- Sankt Markus torg
- Tkalčić-gatan

#### Statyer, skulpturer och offentlig konst
- Antun Gustav Matoš staty vid Strossmayers promenadstråk i Övre staden föreställande Antun Gustav Matoš, av Ivan Kožarić
- August Šenoas staty vid Vlaška-gatan föreställande August Šenoa, av Marija Ujević
- Ban Jelačićs staty, en ryttarstaty på Ban Jelačićs torg föreställande Josip Jelačić, av Anton Dominik Fernkorn
- Den jordade jorden vid Bogović-gatan (Bogovićeva) är en del av installationen Nio vyer, av Davor Preis
- Heliga Marias kolumn med änglar och fontän vid katedralen, skulpturen av Anton Dominik Fernkorn, fontänen av Hermann Bollé
- Josip Juraj Strossmayers staty vid Josip Juraj Strossmayers torg föreställande Josip Juraj Strossmayer, av Ivan Meštrović
- Kung Tomislavs staty, en ryttarstaty vid Centralstationen föreställande Tomislav I, av Robert Frangeš-Mihanović
- Livets källa, en fontän vid Nationalteatern, av Ivan Meštrović
- Manduševac, en fontän vid Ban Jelačićs torg
- Marija Jurić Zagorkas staty vid Tkalčić-gatan föreställande Marija Jurić Zagorka
- Petrica Kerempuhs staty vid Dolacmarknaden, av Vanja Radauš
- Petar Preradovićs staty vid Petar Preradovićs torg föreställande Petar Preradović, av Ivan Rendić
- Statyn Sankt Göran dödar draken vid Marskalk Titos torg, av Anton Dominik Fernkorn
- Statyn Sankt Göran och draken vid Stenporten, av Kompatscher och Winder

#### Religiösa byggnader

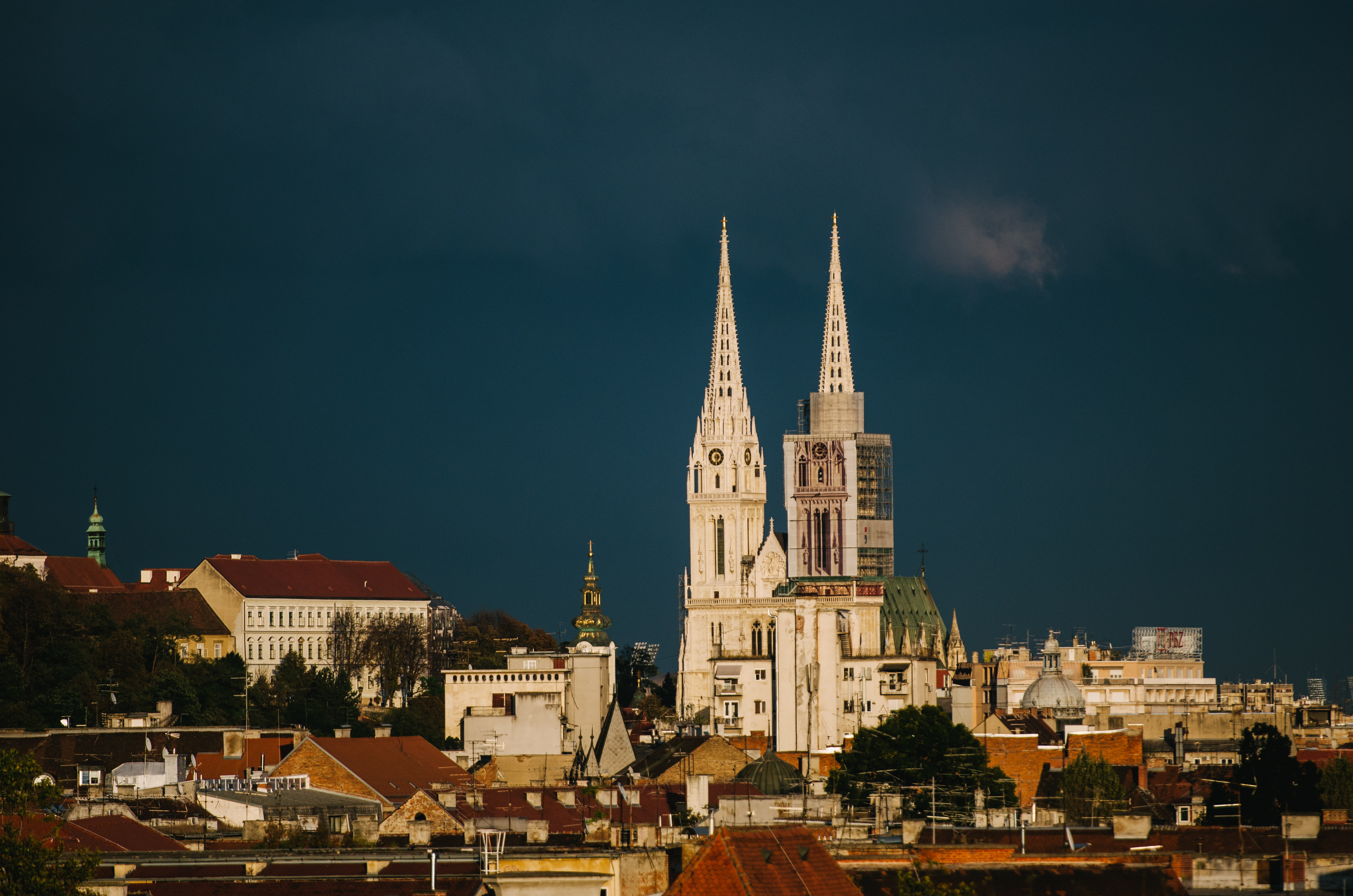
Zagrebs katedral 2014.

- Sankt Franciskus kloster och kyrka
- Sankt Kyrillos och Methodios kyrka
- Sankt Markus kyrka
- Sankta Katarinas kyrka
- Sankta Marias kyrka
- Kristi förklarings katedral
- Zagrebs katedral
- Zagrebs moské
- Zagrebs synagoga

#### Skyskrapor och höghus
Till Zagrebs högre byggnader och tillika landmärken hör Cibonas torn, Eurotower och Zagrebtower. 

#### Parker, grönområden och promenadstråk

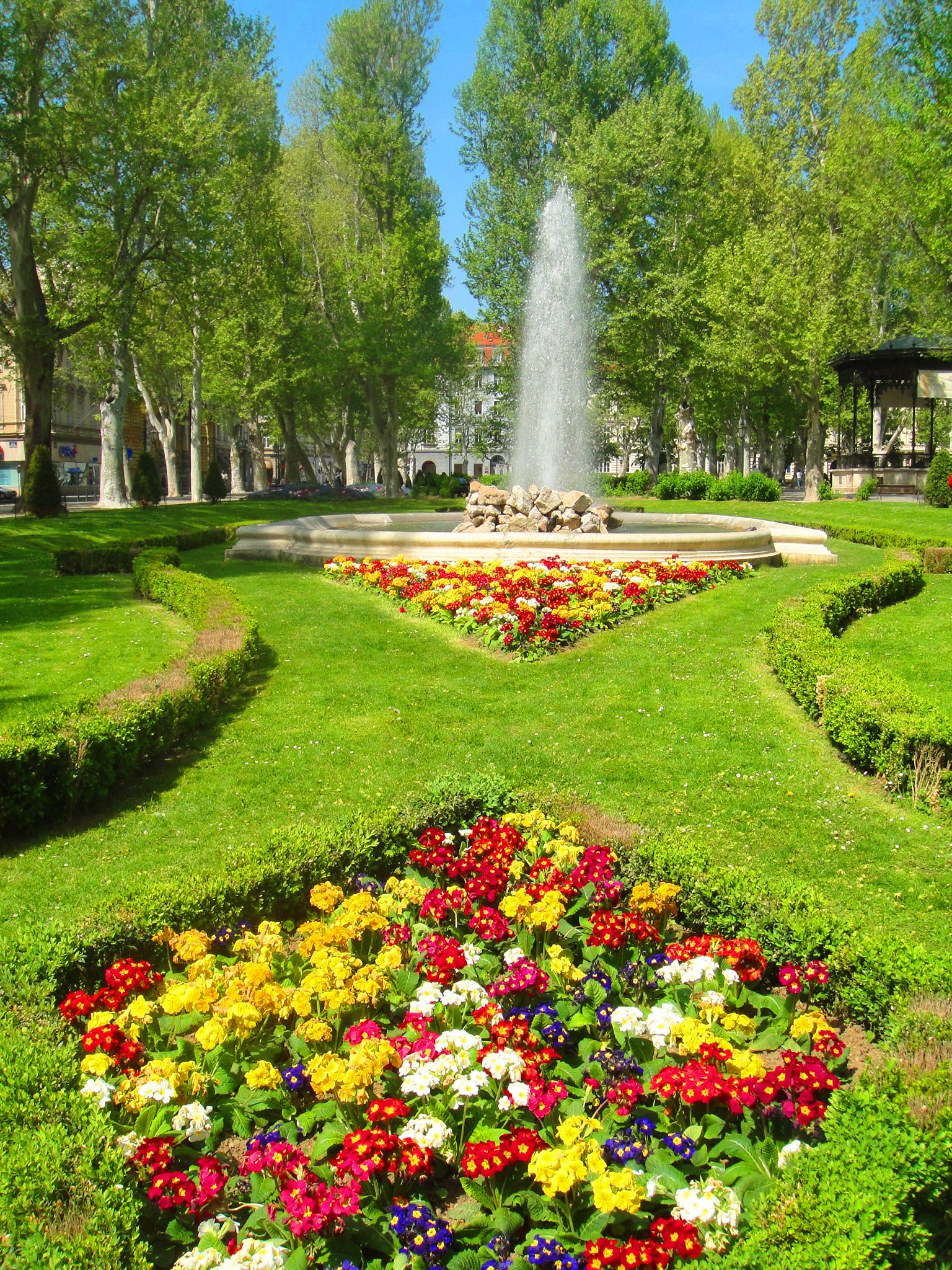
Zrinjevac år 2011.

Zagreb är en grön stad med lummiga grönområden. I den kroatiska huvudstaden finns omkring 30 parker som tillsammans upptar en yta om drygt 402 000 kvadratmeter. Stadens parker och grönområden anlades och utformades gradvis från 1700-talet och framåt i enlighet med det för tiden rådande europeiska parkanläggningsmodet. Flera av parkerna är kulturmärkta.
Den äldsta, största och kanske mest förnäma grönområdet är den kulturmärkta Maksimirparken i stadsdelen Maksimir. Den öppnade år 1794 för allmänheten och var då en av de mest betydande parkerna i Habsburgska riket. Vid dess invigning låg parken utanför staden men är idag helt omgiven av stadsbebyggelse. Den brukar därför liknas vid och sägas vara Zagrebs motsvarighet till Central Park i New York. Parken anses alltjämt vara en av de vackraste i Europa.
Lenuzzis hästsko, även kallad Gröna hästskon, är en u-formad serie av parker i den centrala stadsdelen Nedre staden. De anlades stegvis under 1800-talet och utgör idag ett landmärke som med sina gröna ytor och utformning ramar in Nedre staden. Av de parker som ingår i Lenuzzis hästsko anses Zrinjevac allmänt vara den mest framträdande. I denna serie av parker ingår även Zagrebs botaniska trädgård.  
I Övre staden och den centrala stadsdelen Gornji grad-Medveščak finns flera mindre parker, däribland Grič-parken, Ribnjak-parken och Opatovina-parken. I stadsdelen ligger även Zagrebs centrala kyrkogård (Mirogojkyrkogården) som med sin monumentala komposition av arkader, paviljonger och kupoler sammanvävda med rik vegetation bestående av träddungar och buskage är en sevärdhet.    
Bland de mer perifera grönområdena hör rekreationsområdena Bundek och Jarun. Drygt en halvtimmas bilkörning från centrum finns vandringsleder på berget Medvednica. En del av området ingår i Medvednicas naturpark. Zagreb och berget var åren 1963–2007 förbundna med Sljeme linbana. År 2019 inleddes arbetet med att återinstallera linbanan och därmed göra strövområdena än mer tillgängliga för allmänheten.

### Kultur och nöjen
I Zagreb finns 19 teatrar, 24 museer och 65 konstgallerier. De främsta av dessa är belägna i Övre- eller Nedre staden.

#### Insignier och symboler

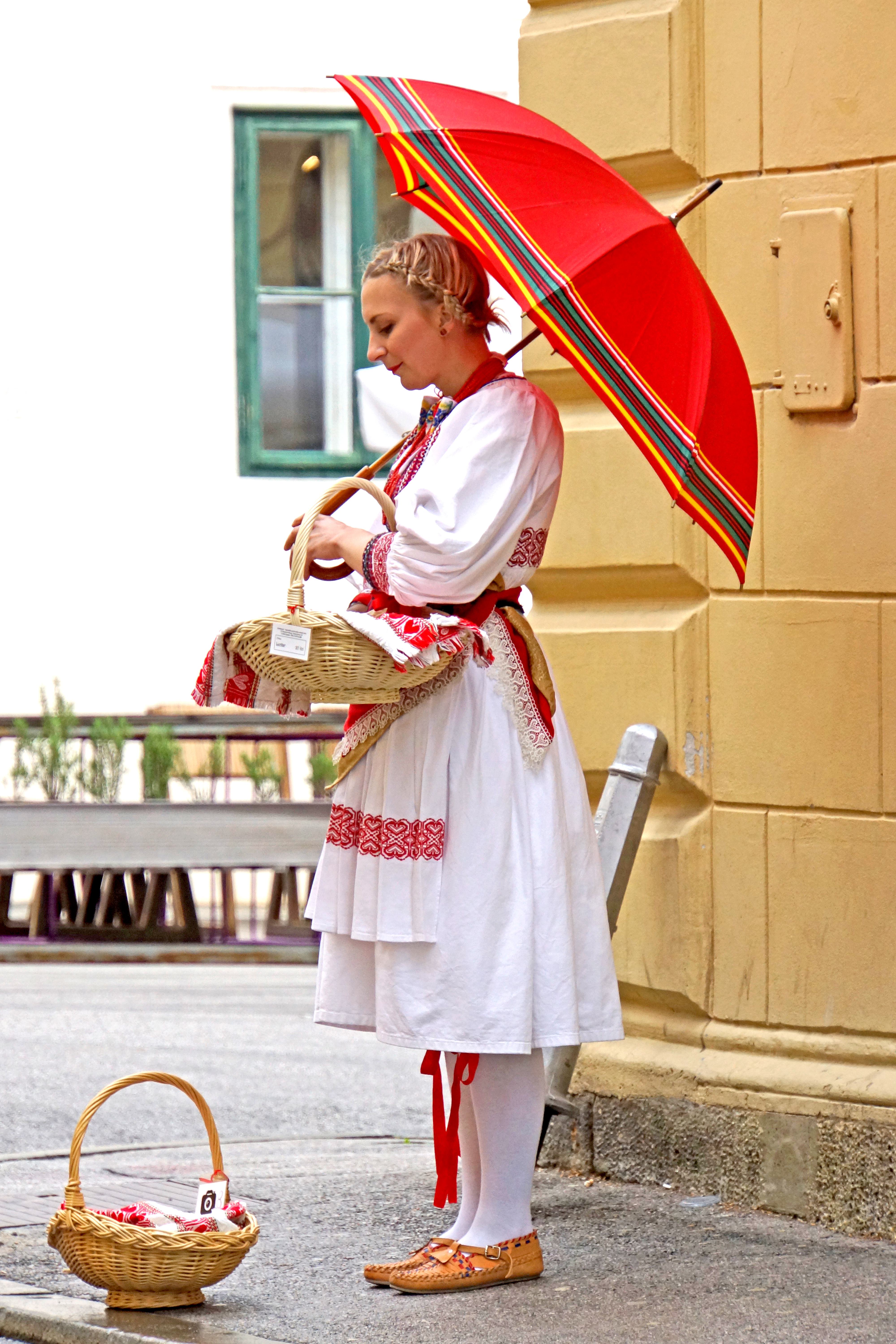
Kvinna iklädd traditionell folkdräkt från Zagrebområdet. I handen håller hon ett šestine-paraply och som fotbeklädnad bär hon opanken.

I formell mening representeras staden Zagreb av sitt stadsvapen och stadsflagga. Färgen blå som ingår i stadsvapnet och stadsflaggan associeras vanligtvis med staden. Allmänna transportmedel såsom spårvagnar och bussar är vanligtvis blå och det lokala fotbollslaget Dinamo Zagrebs hemmaställ är blått. Šestine-paraplyet och i synnerhet det mönster och färgkombination som finns på paraplyet är en informell symbol som förekommer på souvenirer och dekaler. Tillverkning av licitarhjärtan är en tradition som ursprungligen härstammar från norra Kroatien. I Zagreb används licitarerna som en av stadens informella symboler.     

#### Museer och konsthallar

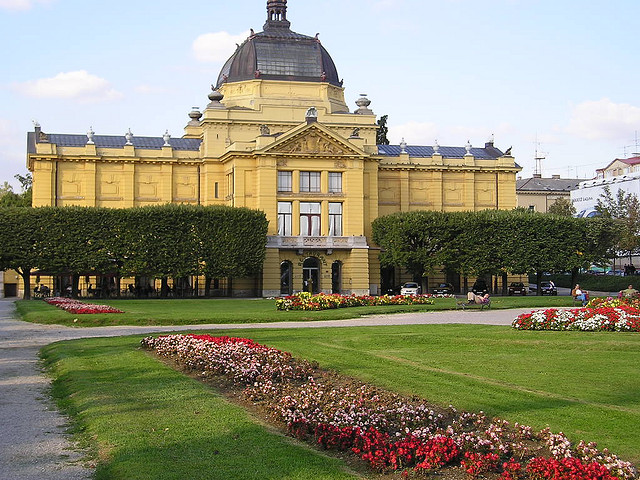
Konstpaviljongen 2003.

- Arkeologiska museet
- Ateljé Meštrović
- Brustna relationers museum
- Historiska museet
- Klovićpalatset
- Konst- och hantverksmuseet
- Konstpaviljongen
- Museet för naiv konst
- Mimaramuseet
- Naturhistoriska museet
- Stadsmuseet

#### Teatrar

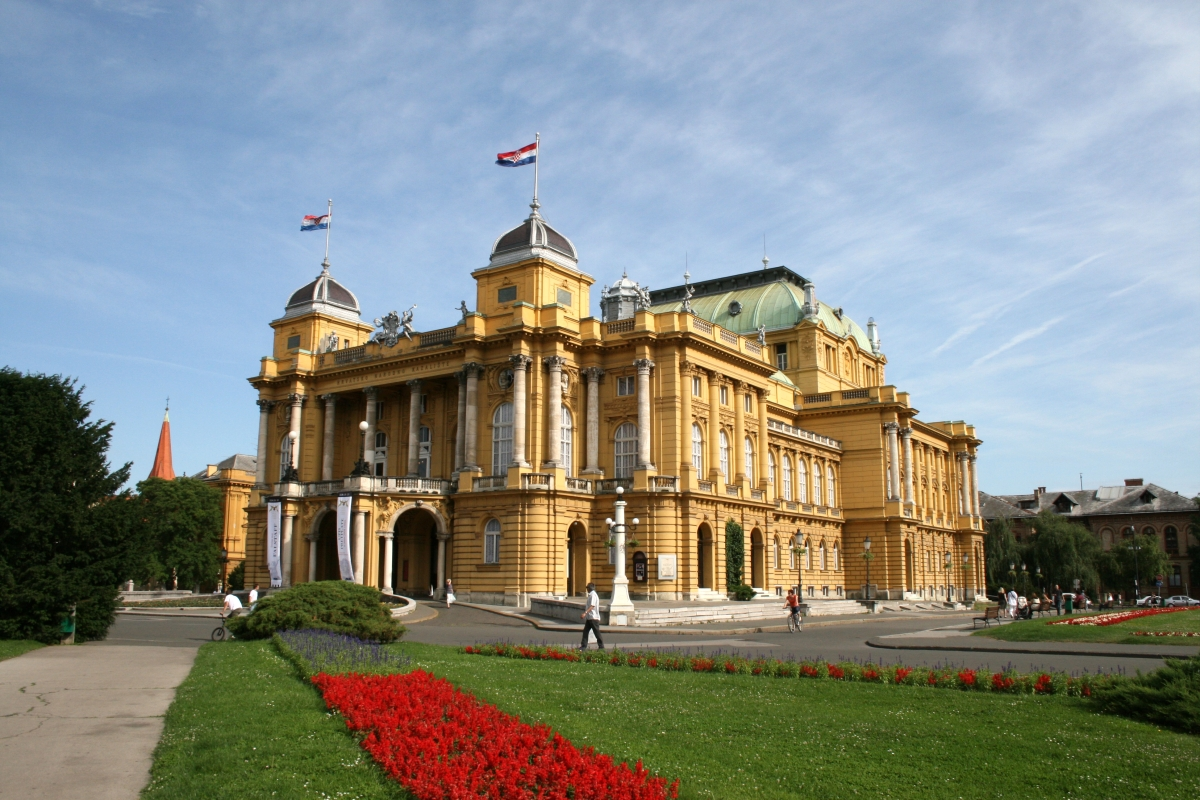
Nationalteatern år 2009.

Nationalteatern i Zagreb är en av sex nationalteatrar Kroatien och tillika den mest förnämsta.

#### Film
Sedan 1972 arrangeras Animafest Zagreb årligen i Zagreb. Animafest Zagreb är en internationell filmfestival för animerad film. ZagrebDox är en internationell dokumentärfilmsfestival som även den arrangeras årligen i den kroatiska huvudstaden. 
Zagreb Film, ett filmbolag internationellt kanske mest känt för TV-serien professor Balthazar, har sitt huvudkontor i Zagreb.  

#### Musik
Zagrebs Filharmoni är en symfoniorkester från Zagreb som räknas till landets främsta i sitt slag. Till Zagrebs främsta musikevenemang hör INmusic festival, Zagrebfestivalen och Zagreb musikbiennal. I Vatroslav Lisinskis konserthus hålls konserter av olika typer.

#### Nöjesliv
Zagreb har ett stort antal barer, pubar och nattklubbar. På Tkalčić-gatan i stadens historiska stadskärna finns en stor koncentration av restauranger, pubar och kaféer och vid Jarun finns flera av stadens mest besökta nattklubbar.     

### Idrott och sportutövning
I Zagreb utövas flera sporter. Fotboll är den största publiksporten i staden.

#### Sportfaciliteter
Till stadens främsta sportfaciliteter hör Arena Zagreb, Dom športova, Dražen Petrović basketcenter och Maksimirstadion. Vid rekreationsområdet Jarun tillåts besökarna utöva olika sporter, däribland vattensporter. Likaledes inbjuder rekreationsområdet Bundek till sportutövning.

#### Sportevenemang
Till de årligen återkommande sportevenemangen hör bland annat PBZ Zagreb Indoors, Snow Queen Trophy och Zagreb Marathon. 

#### Sportklubbar
Till stadens mer noterbara hemmalag hör NK Dinamo Zagreb, NK Hrvatski Dragovoljac, KHL Medveščak Zagreb, RK Zagreb, KK Cibona, KK Zagreb, KK Cedevita, NK Zagreb, HAVK Mladost med flera.

#### Tidigare mästerskap
Zagreb har stått värd för flera internationella mästerskap, däribland Europamästerskapet i fotboll 1976 (tillsammans med Belgrad), Sommaruniversiaden 1987, Sprinteuropamästerskapen i kanotsport 1999 och 2012, Sprintvärldsmästerskapen i kanotsport 2005 och Världsmästerskapen i bordtennis 2007.

### Utbildning och forskning

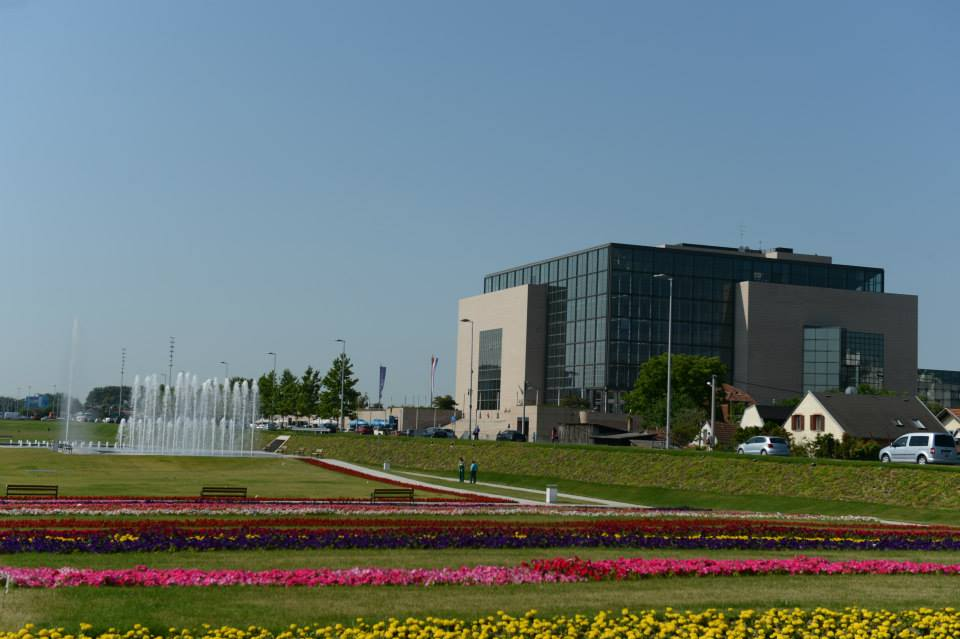
National- och universitetsbiblioteket år 2013.

Zagrebs universitet grundades år 1669 och är det äldsta i denna del av Europa. National- och universitetsbiblioteket är stadens och landets främsta bibliotek. 
I Zagreb finns 22 institut, däribland Ruđer Bošković-institutet som arbetar med forskning kring atomfysik. Kroatiens nationalakademi har sitt säte i Zagreb.

## Internationella relationer
Zagreb deltar i flera internationella samarbeten, däribland Eurocities, och genom bilaterala avtal har staden flera vänorter i Europa och världen över.

### Vänorter
- Bologna, Italien (sedan år 1963)
- Mainz, Tyskland (sedan år 1967)[52]
- Sankt Petersburg, Ryssland (sedan år 1968)[52]
- Ahmedabad, Indien (sedan år 1969)
- Tromsø, Norge (sedan år 1971)[52]
- Buenos Aires, Argentina (sedan år 1972)
- Kyoto, Japan (sedan år 1972)[53][52]
- Kraków, Polen (sedan år 1975)[52]
- Lissabon, Portugal (sedan år 1977)[54][55][52]
- Pittsburgh, USA (sedan år 1980)[52]
- Shanghai, Kina (sedan år 1980)[52]
- Budapest, Ungern (sedan år 1994)[56][52]
- Wien, Österrike (sedan år 1994)[52]
- Melbourne, Australien (sedan år 1997)
- La Paz, Bolivia (sedan år 2000)
- Sarajevo, Bosnien och Hercegovina (sedan år 2001)[57][52]
- Ljubljana, Slovenien (sedan år 2001)[58][52]
- Podgorica, Montenegro (sedan år 2006)[52]
- Tabriz, Iran  (sedan år 2006)
- Skopje, Nordmakedonien (sedan år 2011)
- Ankara, Turkiet (sedan år 2008)
- London, Storbritannien (sedan år 2009)[52]
- Prizren, Kosovo (sedan år 2010)
- Warszawa, Polen (sedan år 2011)[52]
- Astana, Kazakstan (sedan år 2014)